# قلعه (فیلم ۱۹۹۴)
قلعه (چکی: Pevnost) یک فیلم درام چکی است که در سال ۱۹۹۴ منتشر شد. از بازیگران آن می‌توان به یوزف کمر، جرج چرهالمی، میروسلاو دونوتیل و ایوانا هلوژکووا اشاره کرد. این فیلم دومین اثر کارگردان بود که ۲۰ سال پس از فیلم اولش ساخته شد؛ فیلمی که درست پیش از اکران ممنوع شد و او مجبور شد مدتی به مستندسازی روی آورد.